# Someday I'll Be Saturday Night
"Someday I'll Be Saturday Night" em português '"Algum Dia Eu Sairei Sábado a Noite"' é o segundo single do álbum de coletânea Cross Road, da banda de hard rock Bon Jovi.

## Desempenho nas paradas musicais
| Chart (1995)                                   | Peak position |
| ---------------------------------------------- | ------------- |
| Austrália (ARIA)                               | 10            |
| Bélgica (Ultratop 50 de Flandres)              | 26            |
| Bélgica (Ultratop 50 da Valônia)               | 26            |
| Finland (Suomen virallinen lista)              | 4             |
| O campo songid é OBRIGATÓRIO PARA PARADA ALEMÃ | 37            |
| Países Baixos (Single Top 100)                 | 17            |
| Nova Zelândia (Recorded Music NZ)              | 45            |
| Noruega (VG-lista)                             | 20            |
| Suíça (Schweizer Hitparade)                    | 11            |
| Reino Unido (UK Singles Chart)                 | 7             |

## Integrantes
- Jon Bon Jovi - guitarra acústica ovation preto
- Richie Sambora - Guitarra Acústica Amarelo\Preto
- Hugh Mconald - Baixo Acústica
- David Bryan - Piano
- Tico Torres - baterista

## Canal Filme
Channel Hollywood
Cinemundo
FOX Movies
FOX HD
AMC
Syfy
TVCine 1-2-3-4-5-
AXN
AXN Black
AXN White

## Concertos
Londres (Inglaterra)
Zurich(Suiça)

## Data de Lançamento
Ano: 1994

## Álbum
álbum: Someday I'll Be Saturday Night

## Músicas
- Tokyo Road
- Someday I'll Be Saturday Night
- These Days
- Keep The Faith
- Always
- Blaze Of Glory(cover)
- Bed Of Roses
- Something For The Pain
- Stranger in this Town(cover richie sambora)
- Silent Night
- Lay Your Hands On Me
- I´ll Sleep When i´m Dead

Bad Medicine
- Shout(cover)
- Lie To Me
- I'll Sleep When I'm Dead (with snipets of Jumpin Jack Flash and Papa Was a Rollin' Stone)
- Bad Medicine\Rock You Like A Hurricane\Old Time Rock'n'Roll\Shout)
- Born To Be My Baby
- Just Older(sneak preview from "Crush")
- Buring Brigdes(sneak preview from "Buring Brigdes")
- "Good Guys Don't Always Wear White"
- This Ain't a Love Song  Encore:
- Always
- These Days
- With a Little Help from My Friends
- Bad Medicine\Rock You Like A Hurricane\Old Time Rock'n'Roll\Shout)
- Just Older(sneak preview from "Crush"
- Born To Be My Baby
- Just Older(sneak preview from "Crush)
- Burning Brigdes(sneak preview from "Buring Brigdes")
- "Good Guys Don't Always Wear White"
- This Ain't a Love Song

Encore:
- Always
- These Days
- With a Little Help from My Friends
- Bad Medicine\Rock You Like A Hurricane\Old Time Rock'n'Roll\Shout)
- Wanted Dead or Alive
- This Ain't a Love Song

## Tour dates
"Good Guys Don't Always Wear White"
- Encore:
  - Always
  - These Days
  - With a Little Help from My Friends Encore 2:
  - Wanted Dead or Alive
  - This Ain't a Love Song
  - Wanted Dead or Alive
  - This Ain't a Love Song